# 歸來吧
《歸來吧》是香港歌手陳慧嫻第八張粵語專輯，於1992年3月26日由寶麗金發行。是她美國讀書時期錄音作品，本專輯甚為成功，尤其陳慧嫻本人未能親身宣傳，仍有三白金銷量，內有多首流行一時的歌曲，包括《飄雪》、《紅茶館》、《歸來吧》、《月亮》等，使原本宣布海外升學而封咪兩年的陳慧嫻得以延續其歌唱事業。

## 曲目
| 曲序     | 曲目           |               | 作曲                                   | 编曲          | 备注 | 时长  |
| -------- | -------------- | ------------- | -------------------------------------- | ------------- | --- | ----- |
| 1.       | 孤單背影       | 簡寧          | 陳大力 陳秀男                          | 趙增熹        | 改編自馬萃如的《什麼樣的愛你才會懂》                                                                                             | 4:22  |
| 2.       | 月亮           | 陳少琪        | 陳小霞                                 | 趙增熹        | 改編自孟庭葦的《你看你看月亮的臉（國）》                                                                                         | 4:44  |
| 3.       | 你+我=火       | 陳少琪        | Robert Clivillés Duran Ramos           | 杜自持        | 改編自Lisa Lisa And Cult Jam的《You + Me = Love》                                                                                | 4:37  |
| 4.       | 七分愛情三分騙 | 潘源良        | Diane Warren                           | 杜自持        | 第三主打 改編自Exposé的《Your Baby Never Looked Good In Blue》                                                                   | 4:17  |
| 5.       | 夜半輕私語     | 許冠傑 黎彼得 | 許冠傑                                 | 盧東尼        | 原唱者為許冠傑 | 3:31  |
| 6.       | 披星戴月       | 劉卓輝        | Terry Britten Cathy Dennis Mike Leeson | 唐奕聰        | 改編自Cathy Dennis的《Everybody Move》                                                                                           | 3:47  |
| 7.       | 紅茶館         | 周禮茂        | 葵まさひこ                             | 趙增熹        | 第五主打 改編自平浩二的《BUS STOP》 國語版本為《紅茶館》                                                                         | 4:12  |
| 8.       | 飄雪           | 簡寧          | 桑田佳佑(K.Kuwata)                     | 趙增熹        | 第一主打 改編自原由子的《花咲く旅路》 國語版為高勝美《蝶兒蝶兒滿天飛》、楊烈《飄雪》與文章 《飄雪》 同曲為譚又銘的《飛花裡想你》 | 3:59  |
| 9.       | 胡思亂想       | 潘源良        | 筒美京平                               | 趙增熹        | 第六主打 改編自堺正章的《さらば戀人》 國語版為張露《怕你一去無蹤影》                                                             | 4:27  |
| 10.      | 你的夢、我的夢 | 潘源良        | 林敏怡                                 | 趙增熹 林敏怡 | 第二主打 電影《大鬧廣昌隆》主題曲。初版收錄於1991年《寶麗金流行極品II》精選。此版本編曲與初版不同，加上了弦樂和音等等。          | 3:32  |
| 11.      | 歸來吧         | 鄭國江        | 陳小霞                                 | 趙增熹        | 第四主打 改編自陳小霞的《傀儡尪仔》                                                                                              | 4:40  |
| 总时长： | 总时长：       | 总时长：      | 总时长：                               | 总时长：      | 总时长： | 46:08 |

## 發行版本
- 首版：1992年，CD及黑膠版
- 24K Gold 金碟版：1994年，金色盤片和金色托盤。2020年10月22日重新推出。
- 《從頭認識》版：《從頭認識》是將陳慧嫻在寶麗金前12張粵語大碟捆綁發售，2002年6月19日。
- 環球復黑版：2007年6月22日。
- LPCD版：2009年5月15日。
- K2HD版：2013年8月12日。
- 黑膠版：2015年8月6日。
- SACD版：隨《頭號女神綻放期 SACD Collection Box Set》捆綁發售，2016年4月7日。
- 膠盒裝復刻版：2016年4月28日。
- 黑膠版：ABBEY ROAD STUDIOS重新取樣製版，2017年6月22日。
- SHM-SACD版：2018年7月18日。
- 黃色彩膠版：2019年7月26日。
- 24K Gold (寶麗金伍拾) 金碟版：2020年10月22日。
- 升級復黑王版：隨《青春之讚歌》Boxset捆綁發售，2021年9月20日。
- 玻璃CD：2021年12月20日。
- 蜚聲環球系列：2022年4月8日。

## 音樂錄影帶
- 飄雪
- 歸來吧
- 紅茶館

## 獎項
- 1992年度TVB勁歌金曲第二季季選－得獎歌曲《紅茶館》
- 1992年度香港電台十大中文金曲頒獎音樂會－十大中文金曲《紅茶館》

## 軼事
《歸來吧》乃改編自臺灣唱作女歌手陳小霞名曲《傀儡尪仔》。《歸來吧》其中一句歌詞「ga lei ang a」原是閩南語臺灣話的“傀儡尪仔”（Ka-lé ang-á），原意是布袋戲中的布偶公仔，被命運牽著線舞動，但由於粵語使用者時常將之空耳為「咖喱牛腩」或「咖喱牛腩飯」，因此常被談論。